# Álvaro Arbeloa
Álvaro Arbeloa Coca (født 17. januar 1983) er en spansk tidligere fodboldspiller. Han var gennem karrieren tilknyttet Real Madrid, Deportivo La Coruña, Liverpool og West Ham United. Han nåede desuden 56 kampe for det spanske landshold.